# Parabomis
Parabomis là một chi nhện trong họ Thomisidae.